# Halorates
Halorates là một chi nhện trong họ Linyphiidae. Chi này gồm các loài:

## Các loài
- Halorates reprobus (O. P.-Cambridge, 1879)
- Halorates sexastriatus Fei, Gao & Chen, 1997